# Deltocyathus

Deltocyathus es el único género de corales de la familia Deltocyathidae, orden Scleractinia. Hasta hace poco tiempo estaba enmarcado en la familia Caryophylliidae.
Es un coral de pólipo solitario, que secreta carbonato cálcico para formar un esqueleto, y suele habitar en grupos, nunca en colonias, mayoritariamente en aguas profundas. 

## Especies
El Registro Mundial de Especies Marinas acepta las siguientes especies:
- Deltocyathus agassizi. Pourtalès, 1867
- Deltocyathus andamanicus. Alcock, 1898
- Deltocyathus calcar. Pourtalès, 1874
- Deltocyathus cameratus. Cairns, 1999
- Deltocyathus corrugatus. Cairns, 1999
- Deltocyathus crassiseptum. Cairns, 1999
- Deltocyathus eccentricus. Cairns, 1979
- Deltocyathus halianthus. (Lindström, 1877)
- Deltocyathus heteroclitus. Wells, 1984
- Deltocyathus inusitiatus. Kitahara & Cairns, 2009
- Deltocyathus italicus. (Michelotti, 1838)
- Deltocyathus magnificus. Moseley, 1876
- Deltocyathus moseleyi. Cairns, 1979
- Deltocyathus murrayi. Gardiner & Waugh, 1938
- Deltocyathus nascornatus. (Gardiner & Waugh, 1938)
- Deltocyathus ornatus. Gardiner, 1899
- Deltocyathus parvulus. Keller, 1982
- Deltocyathus philippinensis. Cairns & Zibrowius, 1997
- Deltocyathus pourtalesi. Cairns, 1979
- Deltocyathus rotulus. (Alcock, 1898)
- Deltocyathus sarsi. (Gardiner & Waugh, 1938)
- Deltocyathus stella. Cairns & Zibrowius, 1997
- Deltocyathus suluensis. Alcock, 1902
- Deltocyathus taiwanicus. Hu, 1987
- Deltocyathus varians. Gardiner & Waugh, 1938
- Deltocyathus vaughani. Yabe & Eguchi, 1932

## Morfología
Su coralito, o esqueleto, es discoidal y en forma de taza. El mayor ejemplar conocido del género mide 25'5 mm de diámetro. Costas bien desarrolladas. Palus o lóbulos paliformes presentes delante de todos los ciclos de septos, excepto del último. Columela papillosa. La mayoría de especies viven sin anclarse al sustrato, aunque algunas tienen anclaje, sobre todo en las primeras etapas de crecimiento.

## Hábitat y distribución
Se encuentran en el océano Indo-Pacífico y en el Atlántico.
Localizado mayoritariamente en aguas profundas, en montañas y lomas marinas, y sin mucha iluminación.
Desde 44 hasta 5.080 m de profundidad.

## Alimentación
En la naturaleza se nutren del plancton que atrapan con sus tentáculos, y absorbiendo materia orgánica disuelta del agua, ya que las especies del género carecen de algas zooxantelas.

## Reproducción
Producen esperma y huevos que se fertilizan externamente en el agua. Los huevos fertilizados evolucionan en la columna de agua hasta que se convierten en larvas; éstas navegan en estado planctónico, antes de desarrollarse en pólipos que se fijan al sustrato y secretan un esqueleto calcáreo, el coralito.